# Misha Collins
Misha Collins (tên thật là Dmitri Tippens Krushnic) là diễn viên và nhà sản xuất phim người Mỹ. Anh được biết đến nhiều nhất qua vai diễn thiên thần Castiel trong bộ phim truyền hình Supernatural của hãng CW.

## Đời sống riêng tư
Collins sinh ra tại Boston, Massachusetts. Trước khi tham gia diễn xuất, anh từng thực tập bốn tháng tại Nhà Trắng trong nhiệm kì của cựu tổng thống Bill Clinton. Collins học tại Northfield Mount Hermon School và University of Chicago, nơi anh nghiên cứu lý thuyết xã hội.
Năm 2002, Collins cưới Victoria Vantoch. Con của anh, West Anaximander Collins, sinh ngày 23 tháng 9 năm 2010 và Maison Marie Collins, sinh ngày 25 tháng 9 năm 2012
Collins là nhà thơ đã được xuất bản. Thơ của anh, bao gồm Baby Pants và Old Bones, đã được đăng trong ba tạp chí văn học: Columbia Poetry Review ấn bản năm 2008, Pearl Magazine và The California Quarterly 21.
Collins là người thường xuyên post trên Twitter, anh gọi những người hâm mộ của mình trên đấy là "minions" (tay sai) của anh. Tháng 12 năm 2009, nam diễn viên yêu cầu các minions của mình cho những ý tưởng về việc làm thế nào để kích thích nền kinh tế; đáp lại, họ đã tạo một trang web từ thiện phi lợi nhuận, giờ được biết đến là TheRandomAct.org. Sau đó, anh giành giải (theo số lượng bầu chọn) "Best of Twitter 2009" trong một cuộc thi trực tuyến được tổ chức bởi cổng thông tin Internet Faxo.

## Danh sách phim
| Năm                      | Tựa đề                         | Vai diễn                                 | Chú thích                                                                   |                |
| ------------------------ | ------------------------------ | ---------------------------------------- | --------------------------------------------------------------------------- | -------------- |
| 1998                     | Legacy                         | Andrew                                   | Episode: "The Big Fix"                                                      |                |
| 1999                     | Liberty Heights                | Guy                                      | Uncredited                                                                  |                |
| 1999                     | Girl, Interrupted              | Tony                                     |                                                                             |                |
| 1999                     | Charmed                        | Eric Bragg                               | Episode: "They're Everywhere"                                               |                |
| 2000                     | NYPD Blue                      | Blake DeWitt                             | Episode: "Welcome to New York"                                              |                |
| 2001                     | Seven Days                     | Sergei Chubais                           | Episode: "Born in the USSR"                                                 |                |
| 2002                     | 24                             | Alexis Drazen                            | 7 Episodes (13–17,22–23)                                                    |                |
| 2002                     | Par 6                          | Al Hegelman                              |                                                                             |                |
| 2003                     | Moving Alan                    | Tony Derrick                             |                                                                             |                |
| 2003                     | Finding Home                   | Dave                                     |                                                                             |                |
| 2004                     | The Crux                       | Man Hanging from the Rope                |                                                                             |                |
| 2004                     | CSI: Crime Scene Investigation | Vlad                                     | Episode: "Nesting Dolls"                                                    |                |
| 2005–2006                | ER                             | Bret                                     | Episode: "Alone in a Crowd" Episode: "Here and There" Episode: "If Not Now" |                |
| 2006                     | NCIS                           | Justin Ferris                            | Episode: "Singled Out"                                                      |                |
| 2006                     | Monk                           | Michael Karapov                          | Episode: "Mr. Monk and the Captain's Marriage"                              |                |
| 2006                     | Close to Home                  | Todd Monroe                              | Episode: "There's Something About Martha "                                  |                |
| 2006                     | 2007                           | Without a Trace                          | Chester Lake                                                                | Episode: "Run" |
| CSI: NY                  | 2007                           | Morton Brite                             | Episode: "Can You Hear Me Now?"                                             |                |
| Reinventing the Wheelers | 2007                           | Joey Wheeler                             | TV Pilot                                                                    |                |
| 2008                     | Over Her Dead Body             | Brian                                    |                                                                             |                |
| 2008                     | The Grift                      | Buster                                   |                                                                             |                |
| 2008                     | Loot                           | Associate Producer                       |                                                                             |                |
| 2008-nay                 | Supernatural                   | Castiel; Jimmy Novak, Himself, Leviathan | From season 4 to season 15 First Episode (4.1) Lazarus Rising               |                |
| 2009                     | Nip/Tuck                       | Manny Skerritt                           | Episode: "Manny Skerritt"                                                   |                |
| 2010                     | Stonehenge Apocalypse          | Jacob                                    | TV movie                                                                    |                |
| 2011                     | Divine: The Series             | Father Christopher; Producer             | Web Series                                                                  |                |